# Yuri (album)
Pour les articles homonymes, voir Yuri (homonymie).
Albums de Dosseh
Summer Crack, Volume 3
(2015) Vidalo$$a
(2018)
Yuri est le premier album studio du rappeur français Dosseh sorti le 4 novembre 2016.
En avril 2017, l’album est certifié disque d’or en France par la SNEP. Il est certifié platine en novembre 2021.

## Genèse
Premier album de Dosseh, il a été annoncé en début d’année 2015 lors de la sortie de la mixtape "Perestroïka". Le premier extrait intitulé Milliers d’euros est dévoilé le 13 juin 2016, il est en collaboration avec le rappeur américain Young Thug. La collaboration s’est faite à l’occasion de la tournée du rappeur en Europe, le clip réalisé par Nathalie Canguilhem se déroule dans un hôtel particulier du VIIIe arrondissement de Paris. Un second extrait Afrikan History X sort le 9 septembre, suivi d’un troisième Abel & Caïn le 30 septembre. Puis sort Infréquentable avec Booba le 24 octobre avec un clip réalisé par Chris Macari à Miami. Booba et Dosseh avait déjà travaillé ensemble par le passé sur les titres 45 Scientific (featuring sur l'album Lunatic) et Non Stop (morceau solo de Dosseh sur la mixtape Autopsie, Vol. 3). La chanson est aujourd'hui certifié single de diamant. 

## Liste des titres
| 1.    | Afrikan History X                   | Richie Beats               | 4:55 |
| 2.    | Yuri Barbarossa                     | Therapy 2093 & Chichi 2031 | 3:48 |
| 3.    | 25 décembre                         | Ozhora Miyagi              | 4:24 |
| 4.    | Infréquentables (feat. Booba)       | Price D. & Joe Mike        | 4:36 |
| 5.    | Solo                                | Joe Rafaa                  | 4:00 |
| 6.    | Cœur de pirate                      | Joe Rafaa                  | 3:46 |
| 7.    | Keblo                               | Ibross Beatz               | 2:52 |
| 8.    | Milliers d'euros (feat. Young Thug) | Mr. Punisher & H8MKRZ      | 4:22 |
| 9.    | Le Temps béni des colonies          | DST The Danger             | 4:08 |
| 10.   | Abel & Caïn                         | Redrumusic                 | 5:06 |
| 11.   | Margiela                            | High Klassified            | 4:10 |
| 12.   | Myah Bay                            | Joe Mike                   | 3:14 |
| 13.   | Putain d'époque (feat. Nekfeu)      | High Klassified            | 4:29 |
| 14.   | Marriott Hotel (feat. Tory Lanez)   | Mr. Punisher               | 5:19 |
| 59:16 |                                     |                            |      |

## Titres certifiés en France
- Infréquentable (feat. Booba) :  Diamant[9]
- Putain d'époque (feat. Nekfeu) :  Or[10]

## Certifications
| Région        | Certification | Ventes/Streams |
| ------------- | ------------- | -------------- |
| France (SNEP) | Platine       | 100 000        |